# Озерницкий сельсовет
Озерницкий сельсовет (белор. Азярніцкі сельсавет) — административная единица на территории Слонимского района Гродненской области Республики Беларусь. Административный центр — агрогородок Озерница.

## История
Образован 12 октября 1940 года в составе Слонимского района Барановичской области БССР. С 8 января 1954 года в составе Гродненской области.
19 сентября 2013 года в состав сельсовета включены населённые пункты упразднённого Селявичского сельсовета — агрогородок Селявичи, деревни Великая Кракотка, Ветевичи, Вороночи, Рудавка, Юхновичи.

## Состав
Озерницкий сельсовет включает 14 населённых пунктов:
- Великая Кракотка — деревня.
- Ветевичи — деревня.
- Волчки — деревня.
- Вороночи — деревня.
- Драпово — агрогородок
- Ермоловщина — деревня.
- Збочно — деревня.
- Клепачи — деревня.
- Мыслово — деревня.
- Озерница — агрогородок
- Плавские — деревня.
- Рудавка — деревня.
- Селявичи — агрогородок
- Юхновичи — деревня.

## Демография
По состоянию на 2011 год в сельских населенных пунктах сельсовета проживало 1224 человека, из них 613 трудоспособных, 389 пенсионеров, 222 несовершеннолетних.

## Производственная сфера
- Сельскохозяйственный производственный кооператив «Драпово»

## Социально-культурная сфера
- Озерницкая государственная общеобразовательная средняя школа, Учреждение образования «Драповский детский ясли-сад»
- Драповский центральный Дом культуры, Озерницкий сельский клуб
- Драповская сельская библиотека, Озерницкая сельская библиотека
- Озерницкая больница сестринского ухода, Озерницкая врачебная амбулатория

## Памятные места
На территории сельсовета находятся четыре братские могилы, в которых захоронено 706 воинов, погибших во время Великой Отечественной войны.

## Достопримечательности
Памятники истории и культуры:
- Городище Збочно и каменные могильники, которые датируются XI—XII веками.
- Самое большое в Слонимском районе природное озеро Бездонное